# Lengyelország diplomáciai misszióinak listája

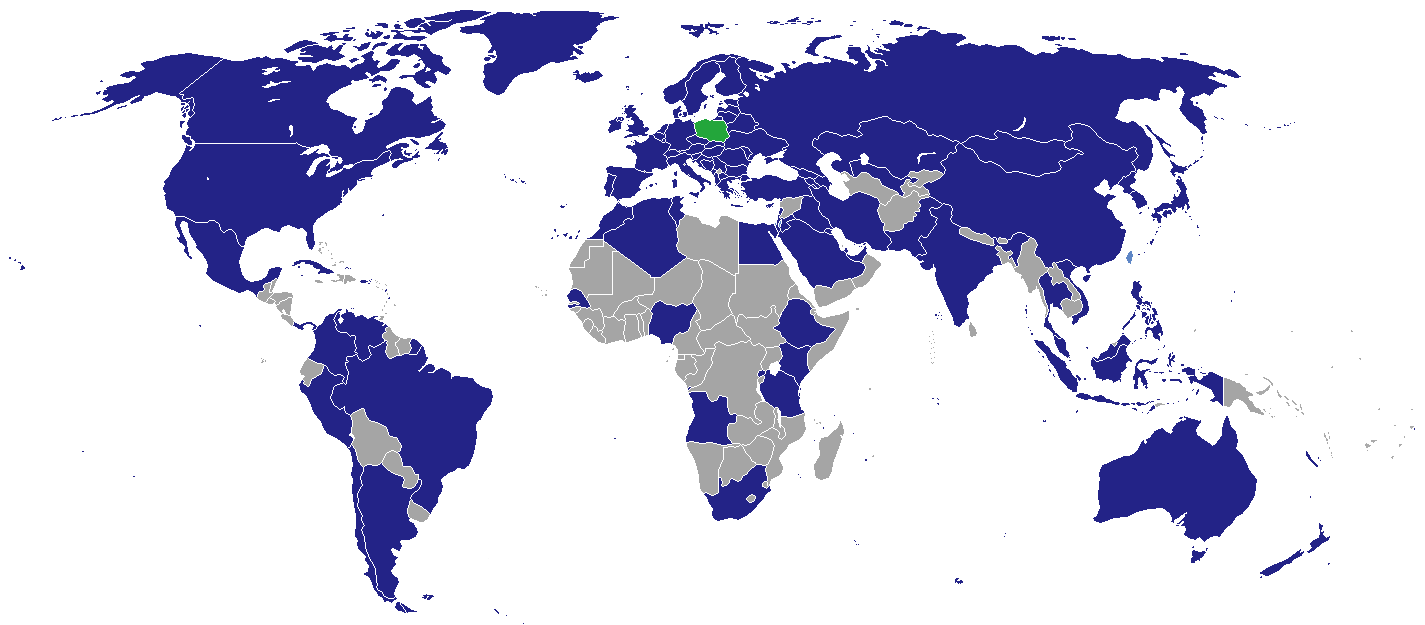
Országok, melyekkel Lengyelország diplomáciai kapcsolatban van (kékkel)

Lengyelország diplomáciai misszióinak listája tartalmazza a lengyel kormány által nemzetközi szerződések alapján létrehozott nagykövetségeket, követségeket, főkonzulátusokat, konzulátusokat, alkonzulátusokat és képviseleti irodákat. Nem tartalmazza azonban a tiszteletbeli konzulokat. Tartalmazza azokat a reprezentatív képviseleteket is, melyeket Lengyelország a nemzetközi szervezetekhez delegált. Amennyiben valamelyik képviseletnek van Wikipédia szócikke, úgy azt jelöljük.

## Európa
- Albánia: Tirana (nagykövetség)

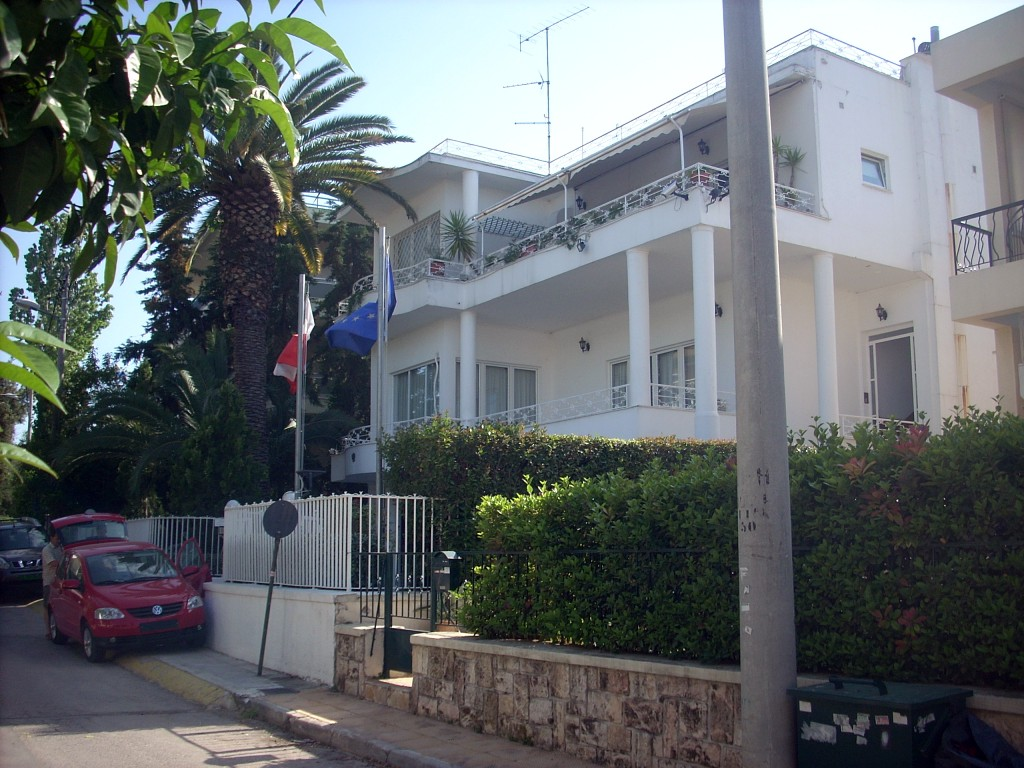
Athéni nagykövetség

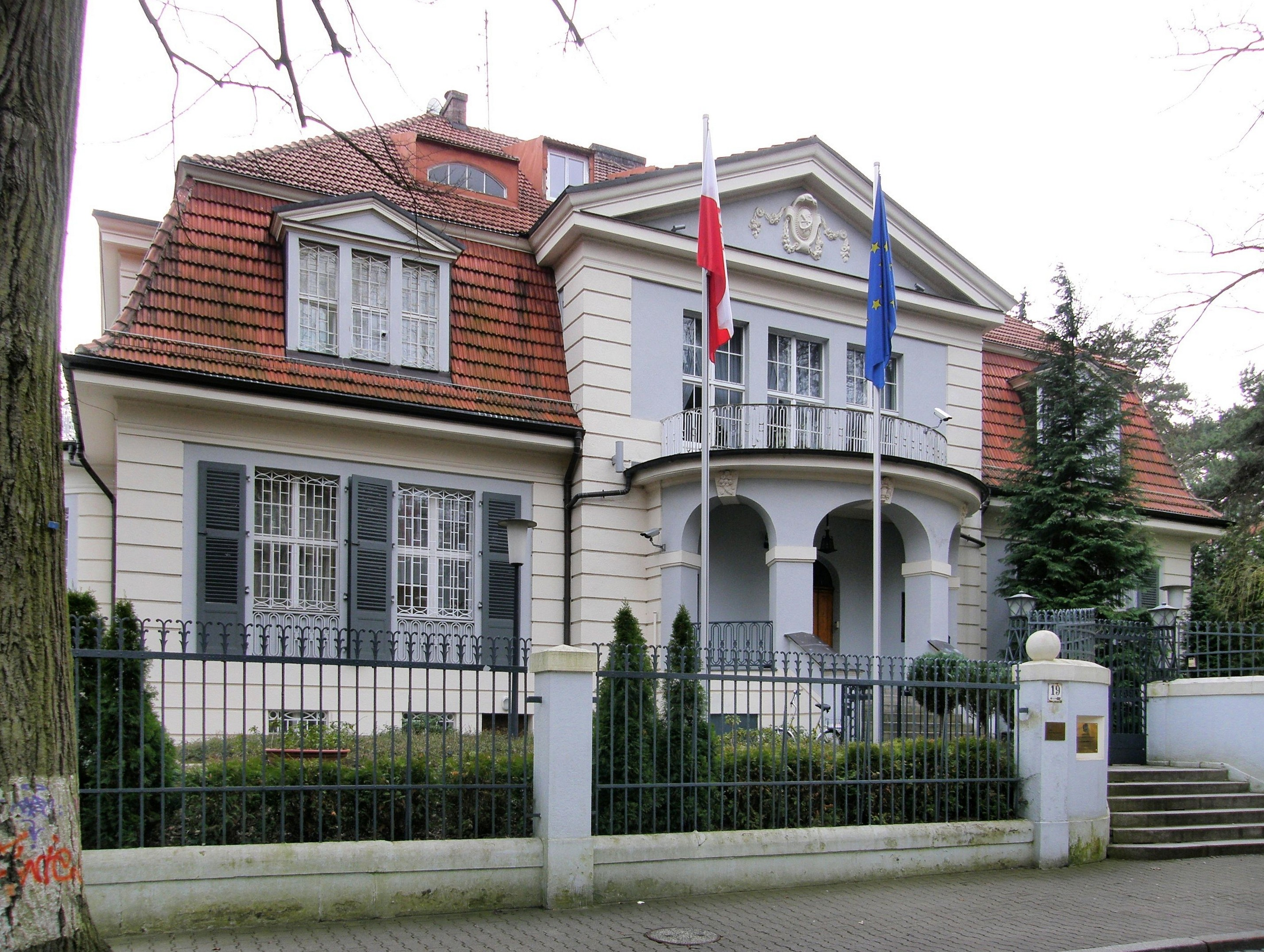
Lengyelország berlini nagykövetsége

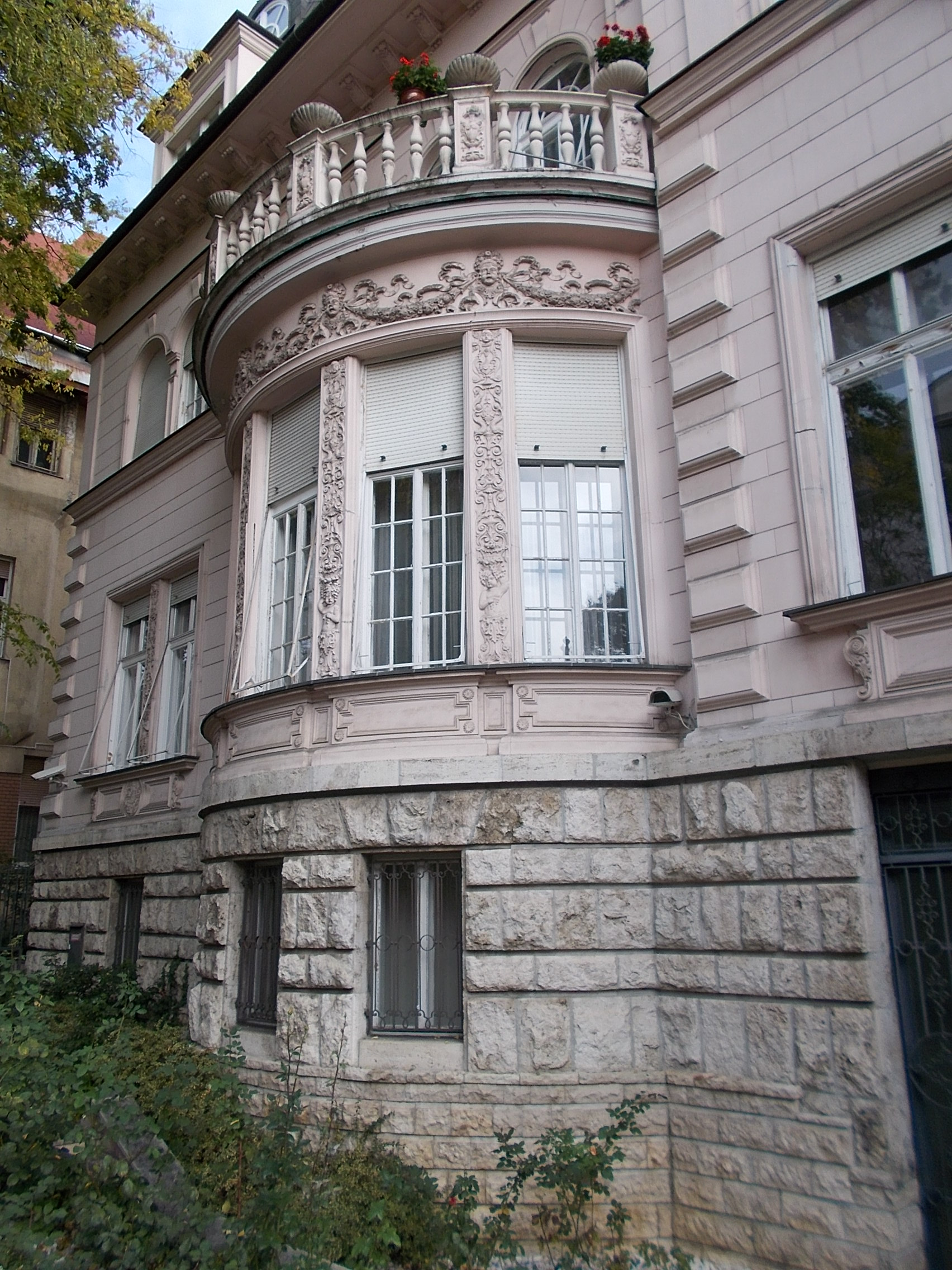
Lengyelország budapesti nagykövetsége

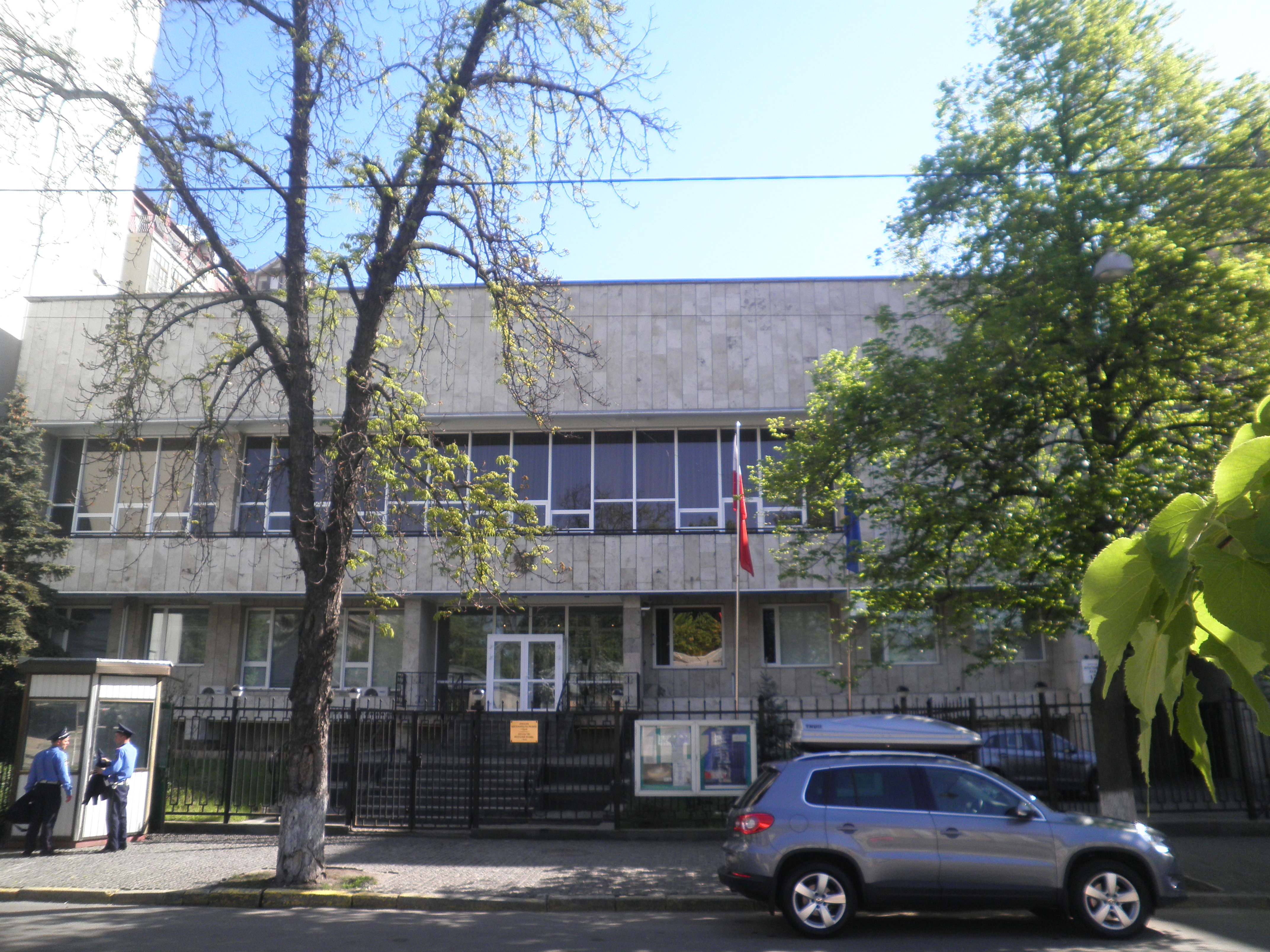
Nagykövetség, Ukrajna

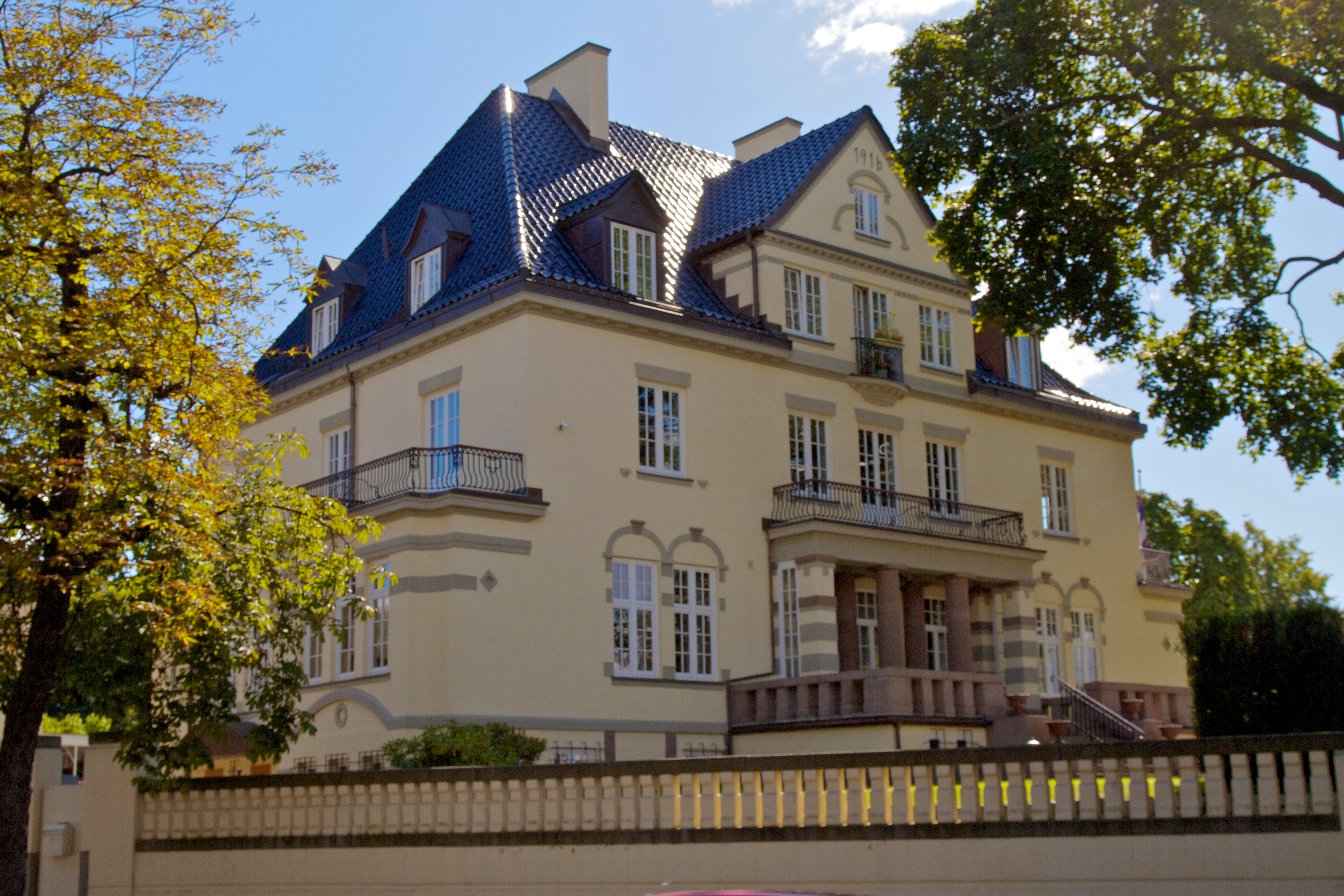
Oslói nagykövetség

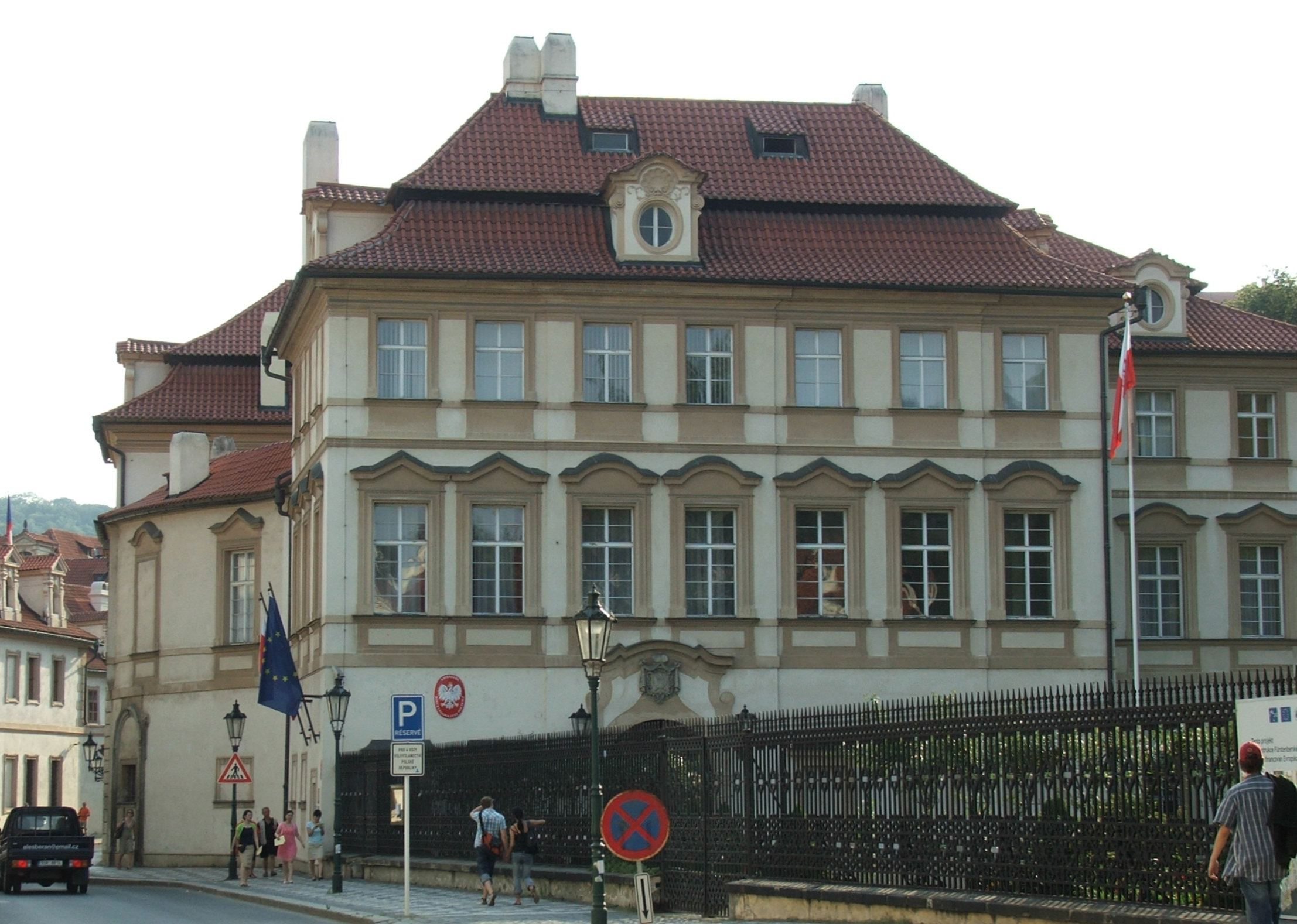
Csehországi nagykövetség

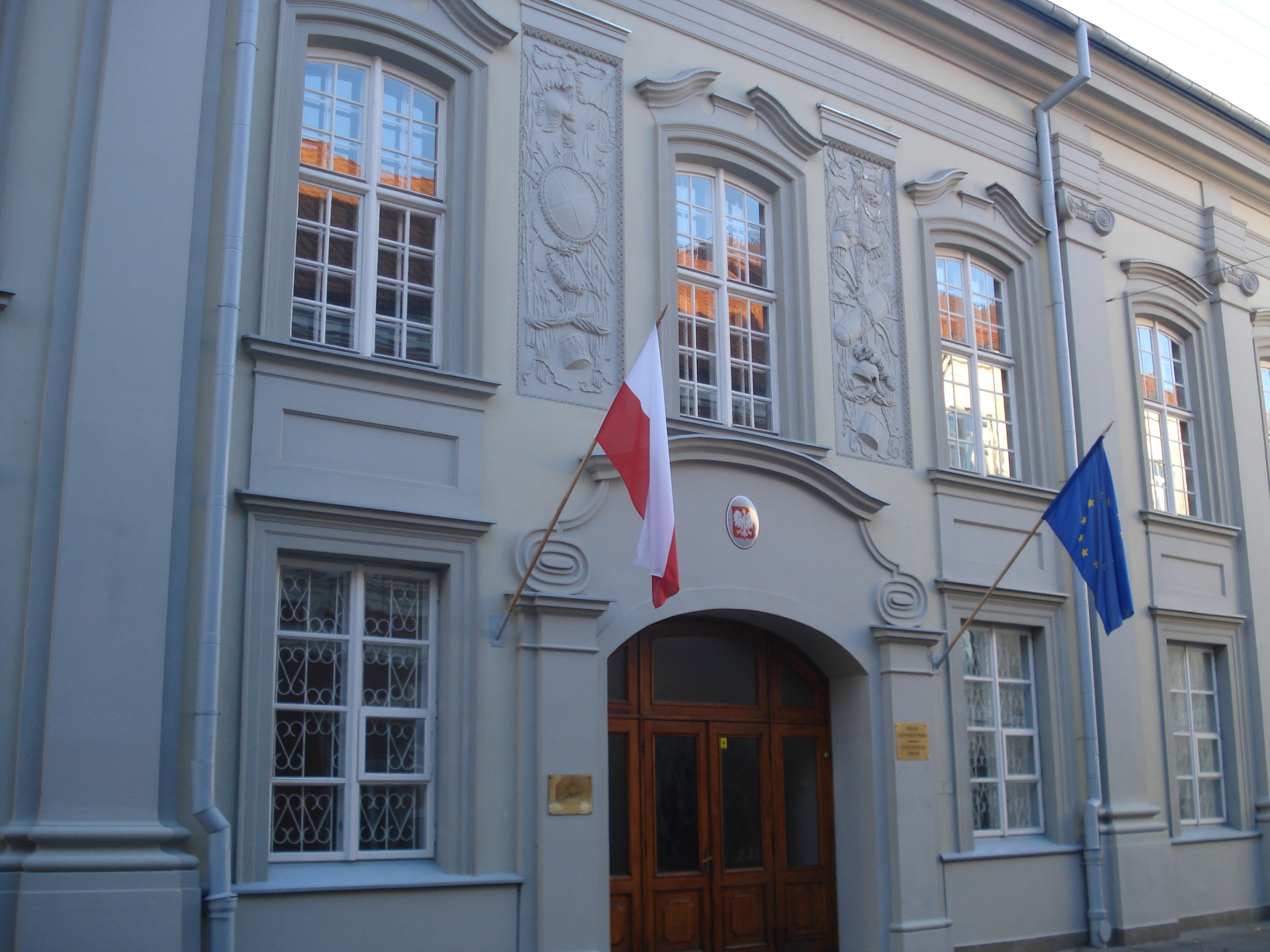
Nagykövetség, Vilnius

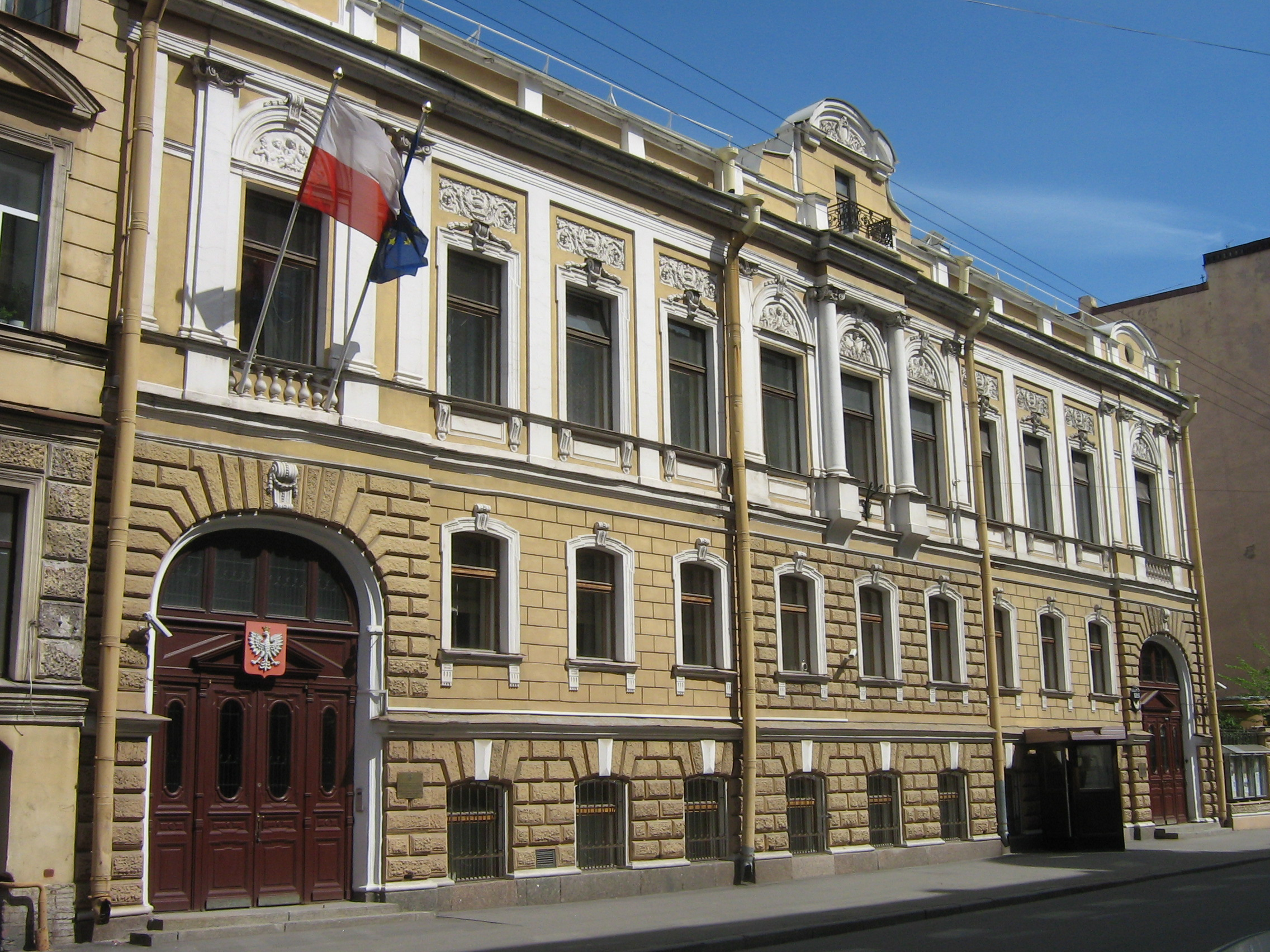
Lengyelország szentpétervári főkonzulátusa

- Apostoli Szentszék: Róma (nagykövetség)[1]
- Ausztria: Bécs (nagykövetség)
  -  Bécs (állandó misszió az ENSZ hivatalai mellett)
- Belgium: Brüsszel (nagykövetség)
  -  Európai Unió: Brüsszel (állandó misszió az Európai Unió mellett)
  - : Brüsszel (állandó misszió a NATO mellett)
- Bosznia-Hercegovina: Szarajevó (nagykövetség)
- Bulgária: Szófia (nagykövetség)
- Ciprus: Nicosia (nagykövetség)
- Csehország: Prága (nagykövetség)
  - Ostrava (főkonzulátus)
- Dánia: Koppenhága (nagykövetség)
- Egyesült Királyság
  - London (nagykövetség)
  - Belfast (főkonzulátus)
  - Edinburgh (főkonzulátus)
  - Manchester (főkonzulátus)
- Észak-Macedónia: Szkopje (nagykövetség)
- Észtország: Tallinn (nagykövetség)
- Fehéroroszország: Minszk (nagykövetség)
  - Breszt (főkonzulátus)
  - Hrodna (főkonzulátus)
- Finnország: Helsinki (nagykövetség)
- Franciaország: Párizs (nagykövetség)
  - Lyon (főkonzulátus)
  -  Párizs (állandó misszió az UNESCO és az OECD mellett)
  - Strasbourg (állandó misszió az Európa Tanács mellett)
- Németország: Berlin (nagykövetség)
  - Köln (főkonzulátus)
  - Hamburg (főkonzulátus)
  - München (főkonzulátus)
- Görögország: Athén (nagykövetség)
- Horvátország: Zágráb (nagykövetség)
- Hollandia: Hága (nagykövetség)
- Izland: Reykjavík (nagykövetség)
- Írország: Dublin (nagykövetség)
- Olaszország: Róma (nagykövetség)
  - Milánó (főkonzulátus)
- Lettország: Riga (nagykövetség)
- Litvánia: Vilnius (nagykövetség)
- Luxemburg: Luxembourg (nagykövetség)
- Magyarország: Budapest (nagykövetség)
- Moldova: Chișinău (nagykövetség)
- Montenegró: Podgorica (nagykövetség)
- Norvégia: Oslo (nagykövetség)
- Oroszország: Moszkva (nagykövetség)
  - Irkutszk (főkonzulátus)
  - Kalinyingrád (főkonzulátus)
  - Szentpétervár (főkonzulátus)
  - Szmolenszk (konzuli iroda)
- Portugália: Lisszabon (nagykövetség)
- Románia: Bukarest (nagykövetség)
- Svédország: Stockholm (nagykövetség)
- Svájc: Bern (nagykövetség)
  -  Genf (állandó misszió az ENSZ és egyéb nemzetközi szervezetek mellett)
- Szerbia: Belgrád (nagykövetség)
- Szlovákia: Pozsony (nagykövetség)
- Szlovénia: Ljubljana (nagykövetség)
- Spanyolország: Madrid (nagykövetség)
  - Barcelona (főkonzulátus)
- Törökország: Ankara (nagykövetség)
  - Isztambul (főkonzulátus)
- Ukrajna: Kijev (nagykövetség)
  - Harkiv (főkonzulátus)
  - Luck (főkonzulátus)
  - Lviv (főkonzulátus)
  - Odessza (főkonzulátus)
  - Vinnicja (főkonzulátus)

## Afrika
- Algéria: Algír (nagykövetség)
- Angola: Luanda (nagykövetség)
- Egyiptom: Kairó (nagykövetség)

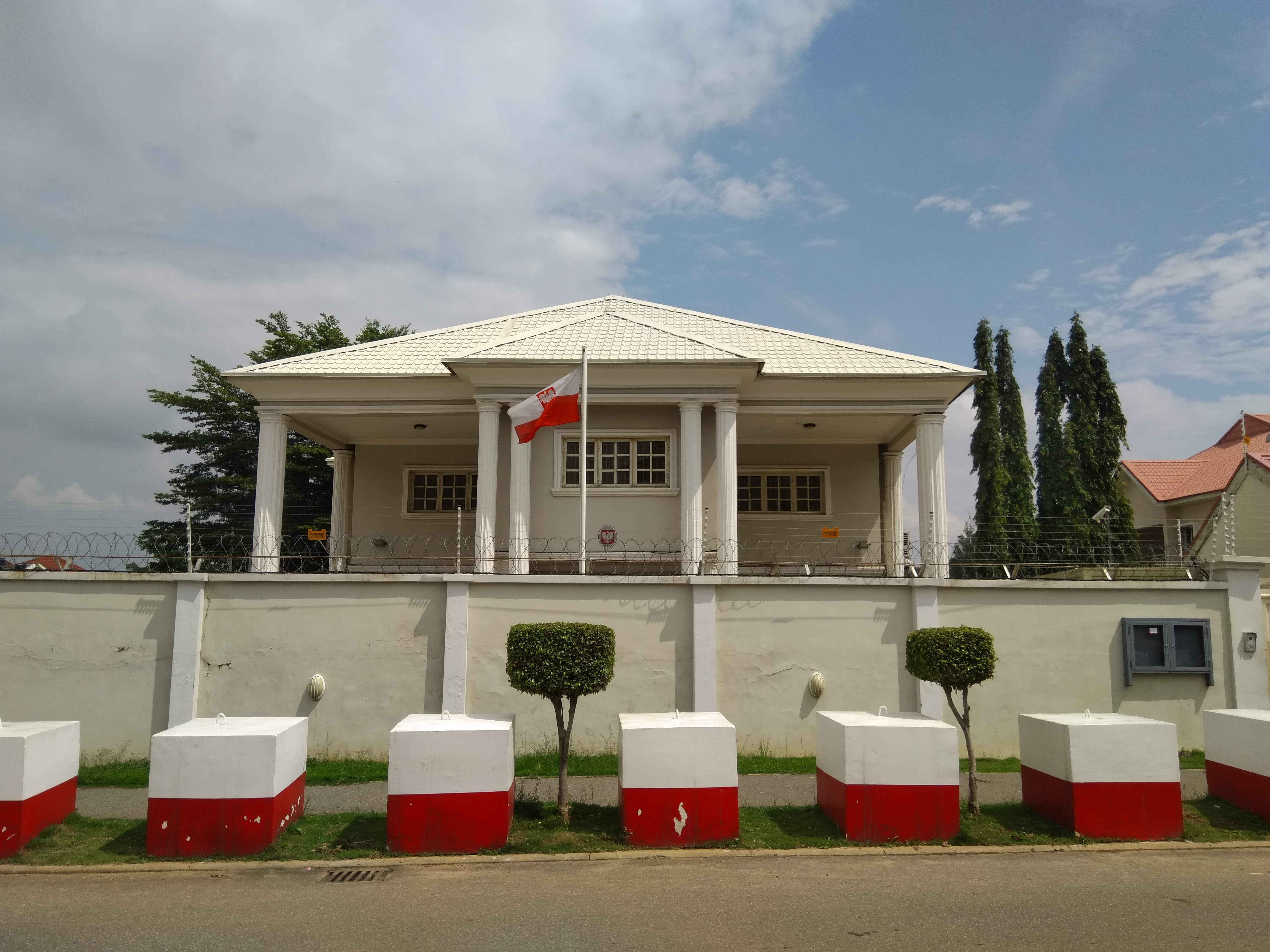
nagykövetség of Poland in Abuja

- Dél-afrikai Köztársaság: Pretoria (nagykövetség)
- Etiópia: Addisz-Abeba (nagykövetség)
- Kenya: Nairobi (nagykövetség)
- Marokkó: Rabat (nagykövetség)
- Nigéria: Abuja (nagykövetség)
- Szenegál: Dakar (nagykövetség)
- Tanzánia: Dar es-Salaam (nagykövetség)
- Tunézia: Tunisz (nagykövetség)

## Amerika

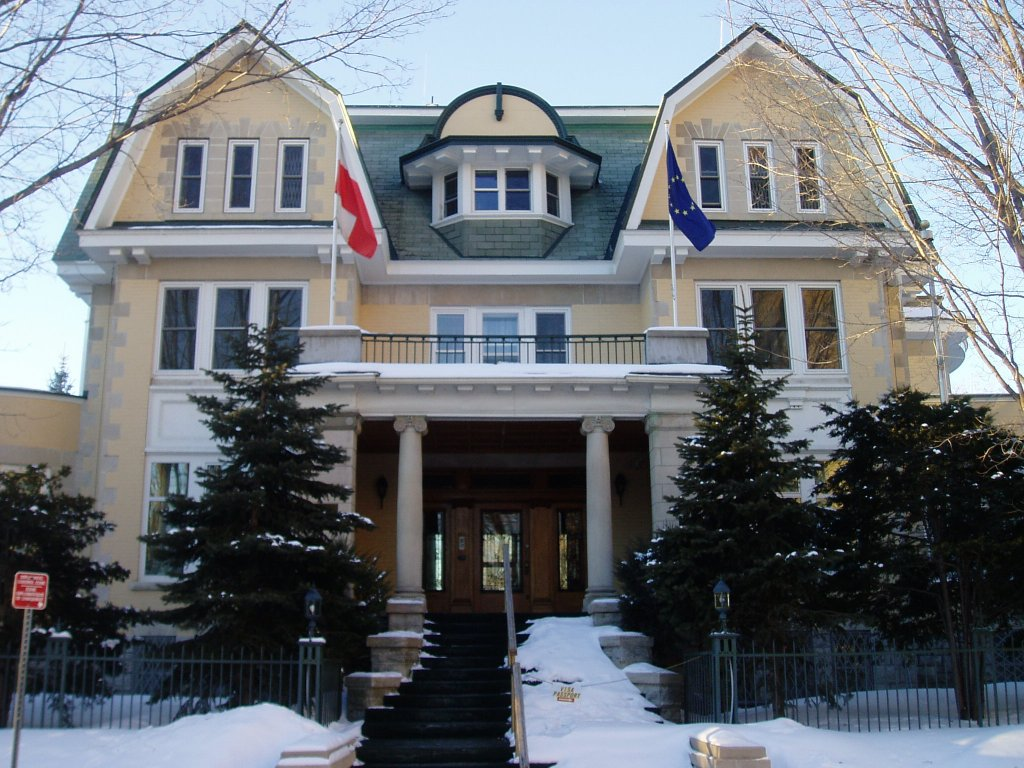
Ottawai nagykövetség

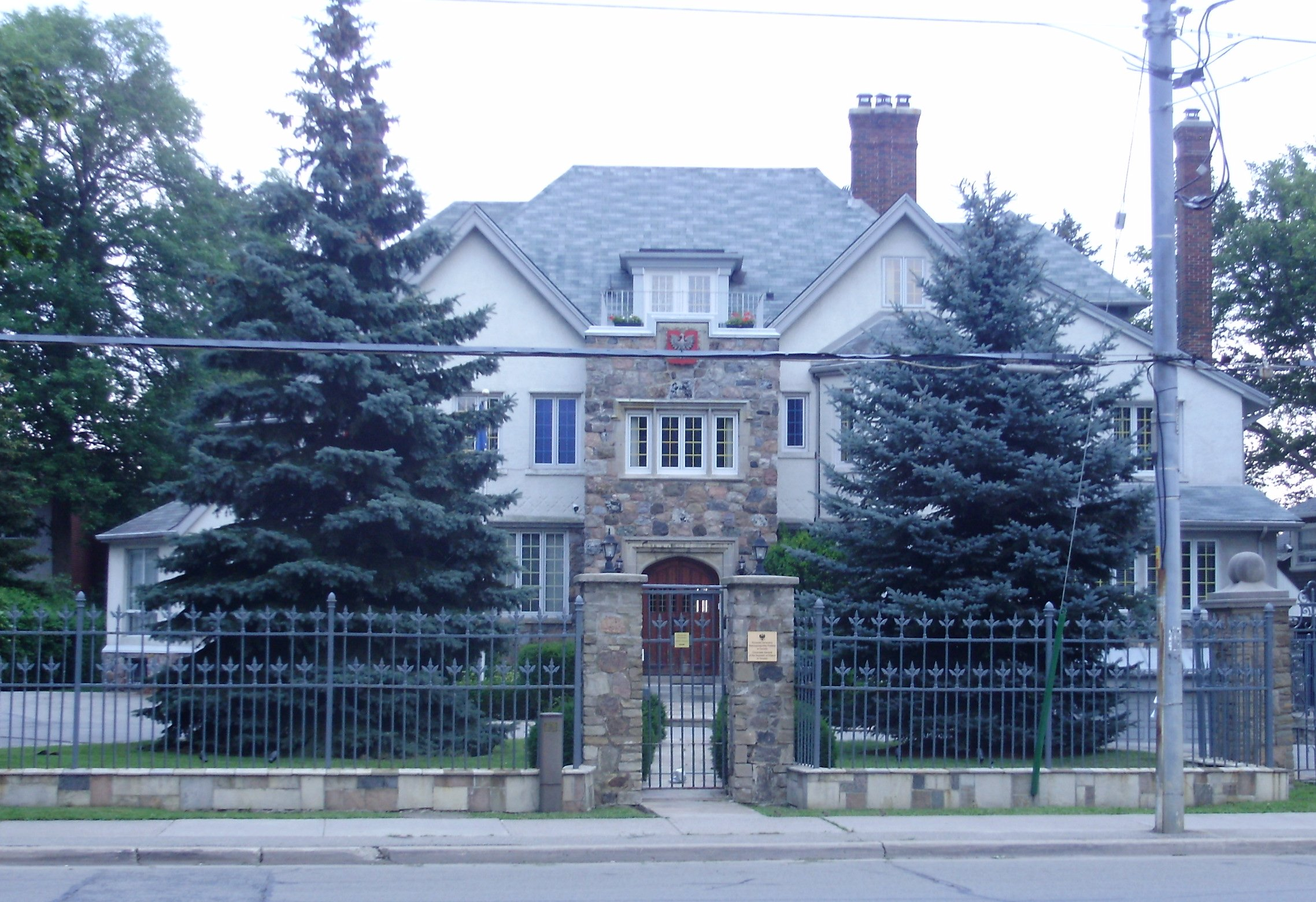
Főkonzulátus, Toronto

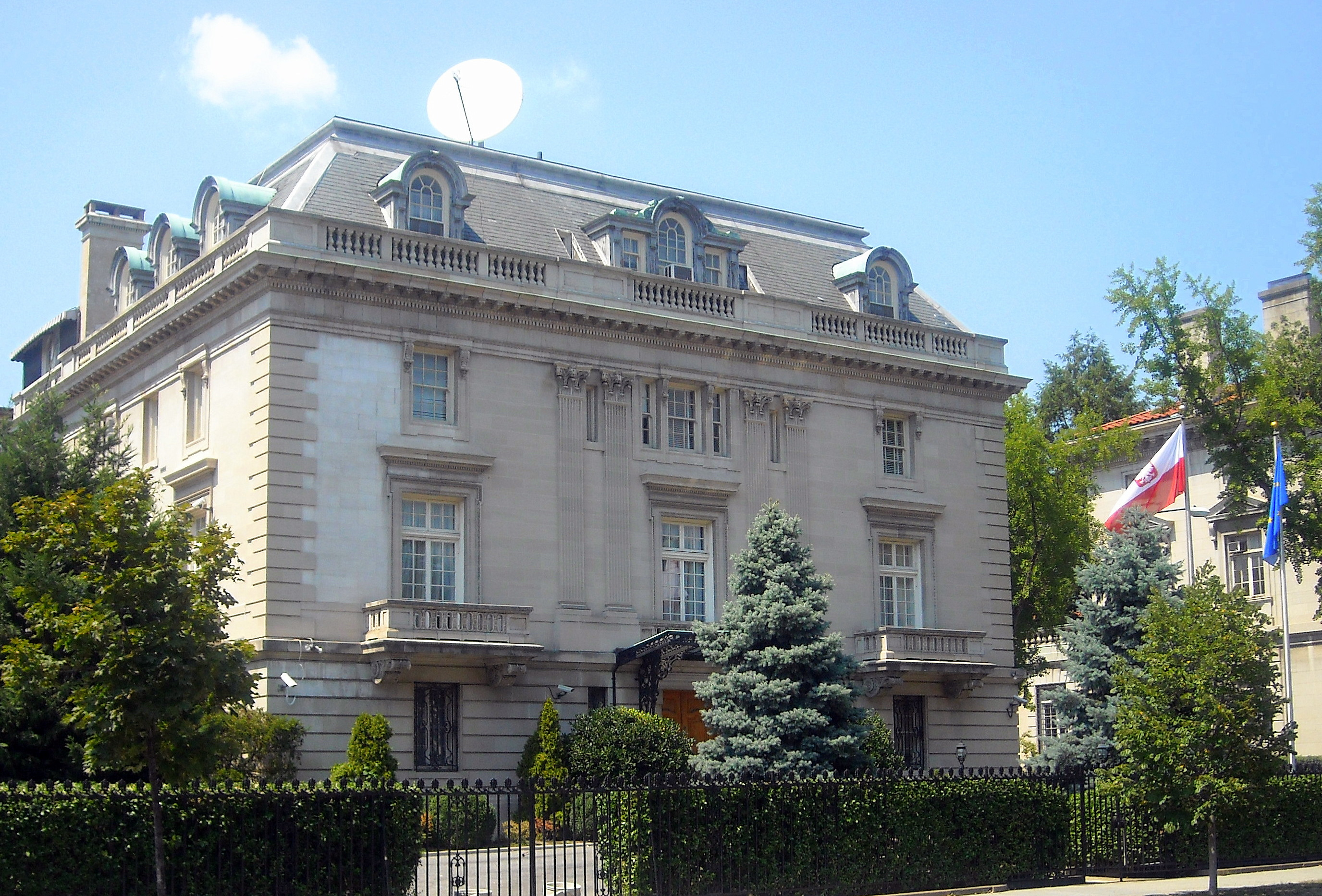
Lengyelország washingtoni nagykövetsége

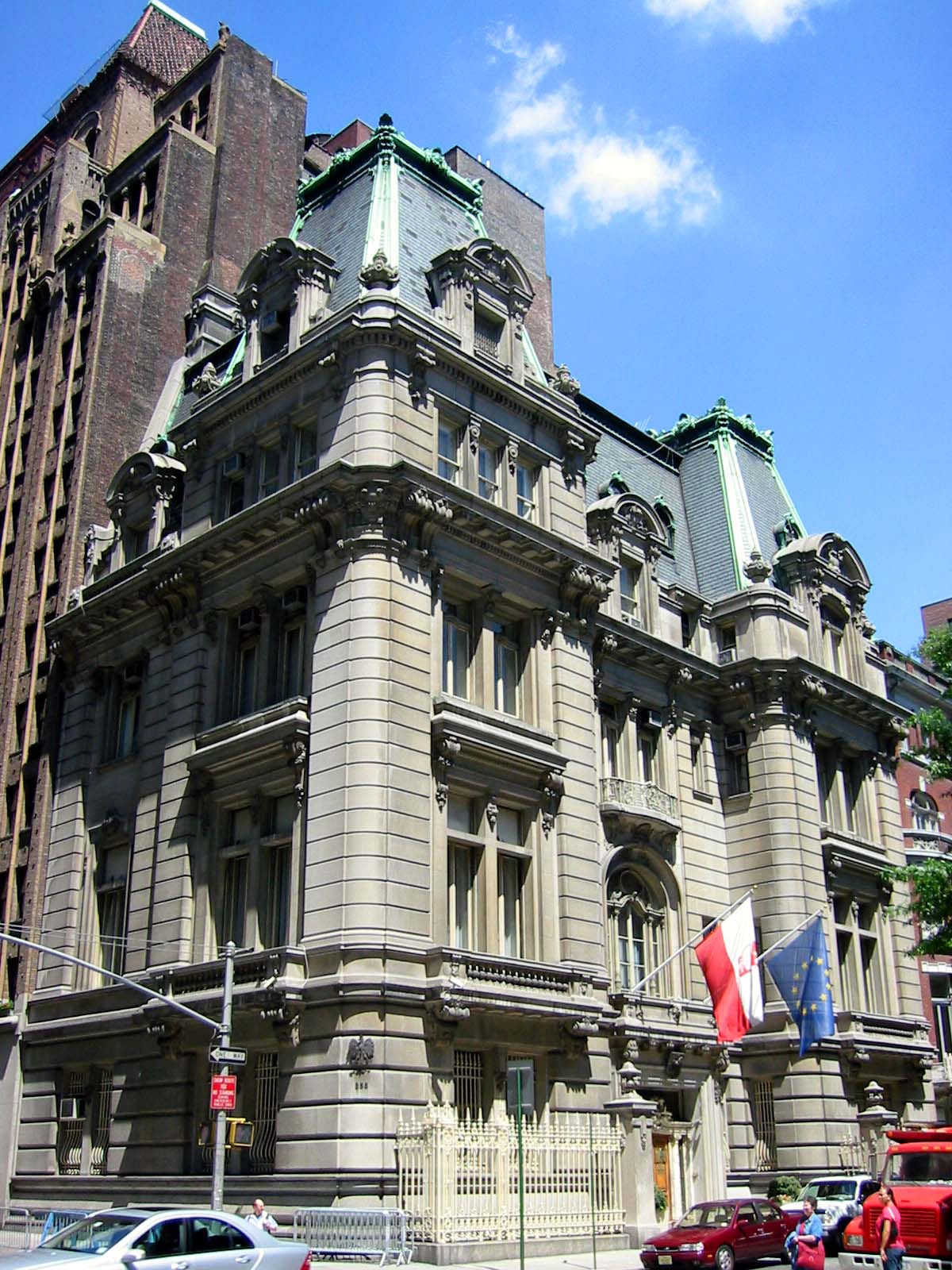
New York-i főkonzulátus

- Amerikai Egyesült Államok: Washington (nagykövetség)
  - Chicago (főkonzulátus)
  - Houston (főkonzulátus)
  - Los Angeles (főkonzulátus)
  - New York (főkonzulátus)
  -  New York (állandó misszió az ENSZ mellett)
- Argentína: Buenos Aires (nagykövetség)
- Brazília: Brazíliaváros (nagykövetség)
  - Curitiba (főkonzulátus)
- Kanada: Ottawa (nagykövetség)
  - Montréal (főkonzulátus)
  - Toronto (főkonzulátus)
  - Vancouver (főkonzulátus)
- Chile: Santiago de Chile (nagykövetség)
- Kolumbia: Bogotá (nagykövetség)
- Kuba: Havanna (nagykövetség)
- Mexikó: Mexikóváros (nagykövetség)
- Panama: Panamaváros (nagykövetség)
- Peru: Lima (nagykövetség)
- Venezuela: Caracas (nagykövetség)

## Ázsia
- Azerbajdzsán Baku (nagykövetség)
- Dél-Korea: Szöul (nagykövetség)

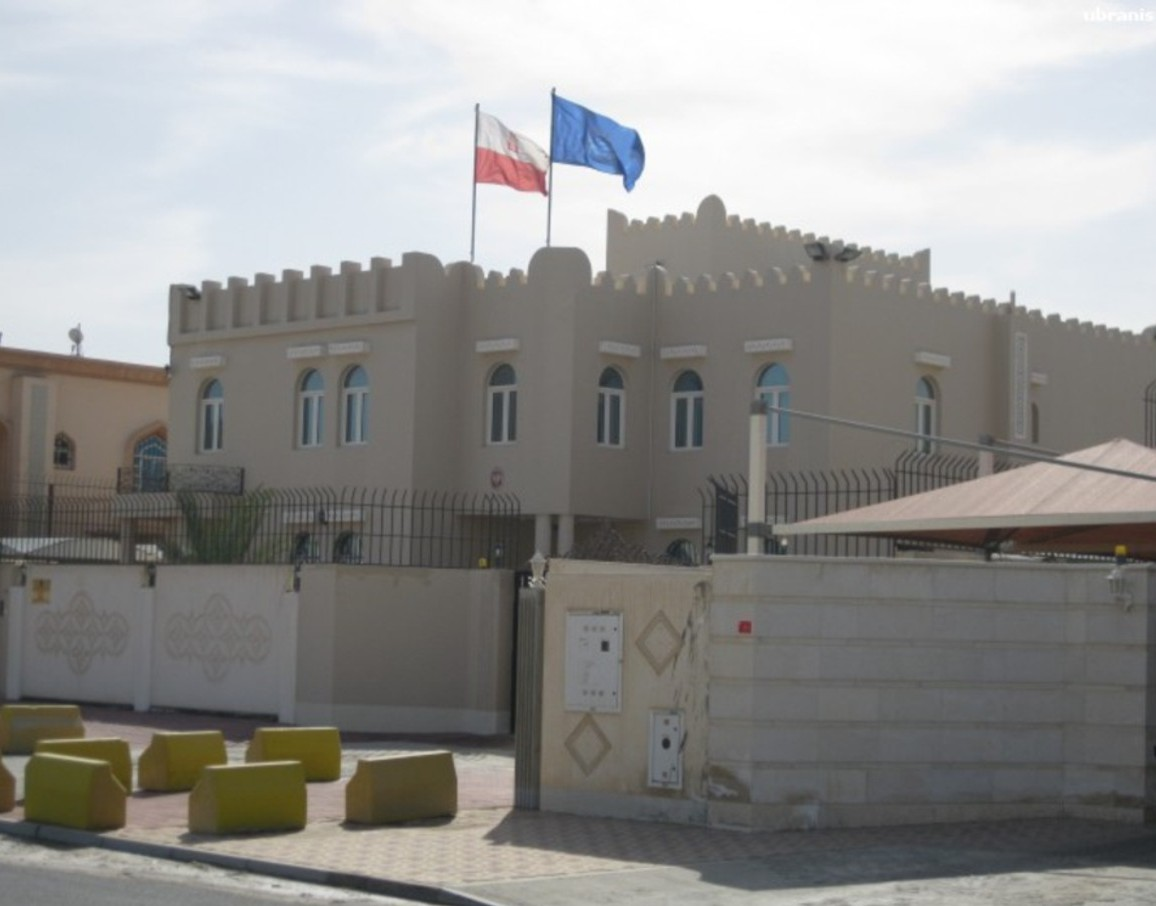
Dohai nagykövetség

- Egyesült Arab Emírségek: Abu-Dzabi (nagykövetség)
- Észak-Korea: Phenjan (nagykövetség)
- Fülöp-szigetek: Manila (nagykövetség)
- Grúzia: Tbiliszi (nagykövetség)
- India: Delhi (nagykövetség)
  - Mumbai (főkonzulátus)
- Indonézia: Jakarta (nagykövetség)
- Irán: Teherán (nagykövetség)
- Irak: Bagdad (nagykövetség)
- Izrael: Tel-Aviv (nagykövetség)
- Japán: Tokió (nagykövetség)
- Jordánia Ammán (nagykövetség)
- Kazahsztán
  - Nur-Szultan (nagykövetség)
  - Almati (főkonzulátus)
- Kína: Peking (nagykövetség)
  - Csengtu (főkonzulátus)
  - Hongkong (főkonzulátus)
  - Kanton (főkonzulátus)
  - Sanghaj (főkonzulátus)
- Kínai Köztársaság: Tajpej (Tajpeji lengyel iroda)[2]
- Kuvait Kuvaitváros (nagykövetség)
- Libanon: Bejrút (nagykövetség)
- Malajzia: Kuala Lumpur (nagykövetség)
- Oroszország: Moszkva (nagykövetség)
  - Irkutszk (főkonzulátus)
  - Kalinyingrád (főkonzulátus)
  - Szentpétervár (főkonzulátus)
  - Szmolenszk (konzuli iroda)
- Örményország: Jereván (nagykövetség)
- Pakisztán: Iszlámábád (nagykövetség)
- Palesztina: Rámalláh (képviseleti iroda)
- Katar: Doha (nagykövetség)
- Szaúd-Arábia: Rijád (nagykövetség)
- Szingapúr: Szingapúr (nagykövetség)
- Thaiföld: Bangkok (nagykövetség)
- Törökország: Ankara (nagykövetség)
  - Isztambul (főkonzulátus)
- Üzbegisztán: Taskent (nagykövetség)
- Vietnám: Hanoi (nagykövetség)

## Ausztrália és Óceánia
- Ausztrália: Canberra (nagykövetség)
  - Sydney (főkonzulátus)
- Új-Zéland: Wellington (nagykövetség)